# جنگل کنشن
جنگل کنشن (به لاتین: Knyszyn Forest) یک جنگل در لهستان است که در Podlaskie Voivodeship, Poland واقع شده‌است.